# Annett Kaufmann
Annett Kaufmann (Wolfsburgo, 23 de junio de 2006) es una deportista alemana que compite en tenis de mesa, en la modalidad de dobles.
Ganó una medalla de bronce en el Campeonato Mundial de Tenis de Mesa por Equipos de 2022 y tres medallas en el Campeonato Europeo de Tenis de Mesa entre los años 2021 y 2024.
Participó en los Juegos Olímpicos de París 2024, ocupando el cuarto lugar en la prueba de equipo.

## Palmarés internacional
| Campeonato Mundial | Campeonato Mundial    | Campeonato Mundial | Campeonato Mundial |
| Año                | Lugar                 | Medalla            | Prueba             |
| ------------------ | --------------------- | ------------------ | ------------------ |
| 2022               | Chengdu (China)       | Medalla de bronce  | Equipo             |
| Campeonato Europeo |                       |                    |                    |
| Año                | Lugar                 | Medalla            | Prueba             |
| 2021               | Cluj-Napoca (Rumania) | Medalla de oro     | Equipo             |
| 2023               | Malmö (Suecia)        | Medalla de oro     | Equipo             |
| 2024               | Linz (Austria)        | Medalla de bronce  | Dobles mixto       |